# Cédric D'Ulivo
Cédric D'Ulivo (Marseille, 29 augustus 1989) is een Frans voetballer die als verdediger speelt. Als belofte kwam hij uit voor het B-elftal van Olympique Marseille, maar kwam nooit in actie in het eerste elftal van de club. In 2010 werd hij een jaar uitgeleend aan SO Cassis Carnoux en AC Ajaccio. In 2012 tekende hij een contract voor twee seizoenen bij Waasland-Beveren. In juli 2015 stapte D'Ulivo over naar SV Zulte Waregem.

## Spelerscarrière
| Seizoen                               | Club                | Land      | Competitie           | Wed. | Goals |
| ------------------------------------- | ------------------- | --------- | -------------------- | ---- | ----- |
| 2009/10                               | Olympique Marseille | Frankrijk | Ligue 1              | 0    | 0     |
| 2009/10                               | → SO Cassis Carnoux | Frankrijk | Championnat National | 12   | 0     |
| 2010/11                               | → AC Ajaccio        | Frankrijk | Ligue 2              | 4    | 0     |
| 2010/11                               | Olympique Marseille | Frankrijk | Ligue 1              | 0    | 0     |
| 2011/12                               | Olympique Marseille | Frankrijk | Ligue 1              | 0    | 0     |
| 2012/13                               | Waasland Beveren    | België    | Jupiler Pro League   | 26   | 0     |
| 2013/14                               | Waasland Beveren    | België    | Jupiler Pro League   | 27   | 0     |
| 2014/15                               | Waasland Beveren    | België    | Jupiler Pro League   | 17   | 0     |
| 2015/16                               | SV Zulte Waregem    | België    | Jupiler Pro League   | 6    | 0     |
| 2016/17                               | Oud-Heverlee Leuven | België    | Proximus League      | 4    | 0     |
| 2016/17                               | FH Hafnarfjördur    | IJsland   | Pepsideild           | 1    | 0     |
| 2017/18                               | FH Hafnarfjördur    | IJsland   | Pepsideild           | 0    | 0     |
| Totaal                                | Totaal              | Totaal    | Totaal               | 97   | 0     |
| Laatst bijgewerkt op 23 augustus 2015 |                     |           |                      |      |       |

1 Bostyn ·
3 Tanghe ·
4 Lemoine ·
7 Challouk ·
8 Rommens ·
9 Vossen  ·
10 Ablo Traoré ·
11 Gavriel ·
14 Barkarson ·
17 Diop ·
18 Tambedou ·
19 Nyssen ·
20 Hedl ·
21 Nnadi ·
22 Opoku ·
23 Van der Gouw ·
24 Erenbjerg ·
27 Diabaté ·
31 Willen ·
42 Dobbels ·
47 Labie ·
50 Van Damme ·
55 Cappelle ·
59 Demuynck ·
64 Sergeant ·
Coach: Vandenbroeck